# Lake (Mississippi)
Lake város az Amerikai Egyesült Államok Mississippi államában, Newton és Scott megyében. Lakosainak száma 475 fő (2020. április 1.).

## Népesség
A település népességének változása:
| Lakosok száma | 408  | 324  | 475  |
|               | 2000 | 2010 | 2020 |